# Empereur Alexandre III (cuirassé, 1901)
Pour les articles homonymes, voir Alexandre III.
Ne doit pas être confondu avec Empereur Alexandre III (cuirassé, 1914).
L’Empereur Alexandre III (en russe : Император Александр III, Imperator Aleksandr III), était un cuirassé russe de la classe Borodino. Ce cuirassé devait son nom à l’empereur Alexandre III de Russie. Il appartint au 2e escadron de la flotte du Pacifique.

## Historique
L’Empereur Alexandre III prit part à la Guerre russo-japonaise (1904-1905). Ce cuirassé fut placé sous le commandement du capitaine de 1er rang (grade correspondant à celui de colonel dans l'infanterie ou l'armée de l'air) Nikolaï Mikhailovitch Boukhvostov (1857-1905).

### Bataille de Tsushima
Lorsque le navire amiral Prince Souvorov quitta temporairement la ligne de bataille, les tirs de la flotte japonaise, d'une portée de 2 700 mètres se concentrèrent sur l’Empereur Alexandre III et le Borodino, le cuirassé résista aux obus. Un peu plus tard, touché, il dut cesser le combat pour procéder aux réparations. Vers 6 heures, l’Empereur Alexandre III rejoignit la ligne de bataille.
Avec ses sisters-ships le Borodino et l’Orel, il fut à nouveau la cible des tirs ennemis d'une portée de 6 400 mètres. Touché à plusieurs reprises, les marins ne purent colmater les voies d'eau. Le 27 mai 1905, à 16 h 45, l’Empereur Alexandre III chavira, puis coula. Au cours de cette tragédie, seuls quatre marins eurent la vie sauve. 

### Liste des officiers de l’EmpereurAlexandreIIImorts lors de la bataille
- commandant, le capitaine 1er Rang Nikolaï Mikhailovitch Boukhvostov
- capitaine 2e rang Vladimir A. Plemiannikov
- lieutenant Arkadi Nikolaïevitch Voïevodsky 2d
- Alexeï G. Sokolov
- Vladimir V. Nagorsky
- Piotr P. Iouriev
- Boris L. Bertenson
- Feoktist I. Tchoufarine
- Aumônier de l'Empereur Alexandre III, le Père Alexandre (Alexander Nedrygaylo)
- capitaine de 2e rang Alexandre Klementevitch Polis
- mouilleur de mines officier, le capitaine 2e rang Valentin F. Staal 1er
- mouilleur de mines, le lieutenant général Vladimir Nikolaïevitch comte Ignatiev
- lieutenant Benjamin A. Ellis
- lieutenant Eugene G. Demidov
- lieutenant Alexeï Severtsov
- lieutenant-général Nikolaï Sergueïevitch Khrapovitsky
- lieutenant Constantin Sloutchevsky
- lieutenant général Nikolaï Den
- adjudant Alexander A. Bernov
- adjudant Alexandre Alexandrovitch Adlerberg
- adjudant Nikolaï N. Baranov
- adjudant Piotr A. Vsevolojsky
- adjudant Iouri Knyazev
- Gueorgui A. Lechkevitch
- colonel Alexandre Ivanovitch Petrov
- capitaine Andreï Lebedinsky
- capitaine Alexandre Alexandrovitch Teterine
- poroutchik Edouard Totven
- poroutchik prince Grigori Grigoriévitch Gagarine

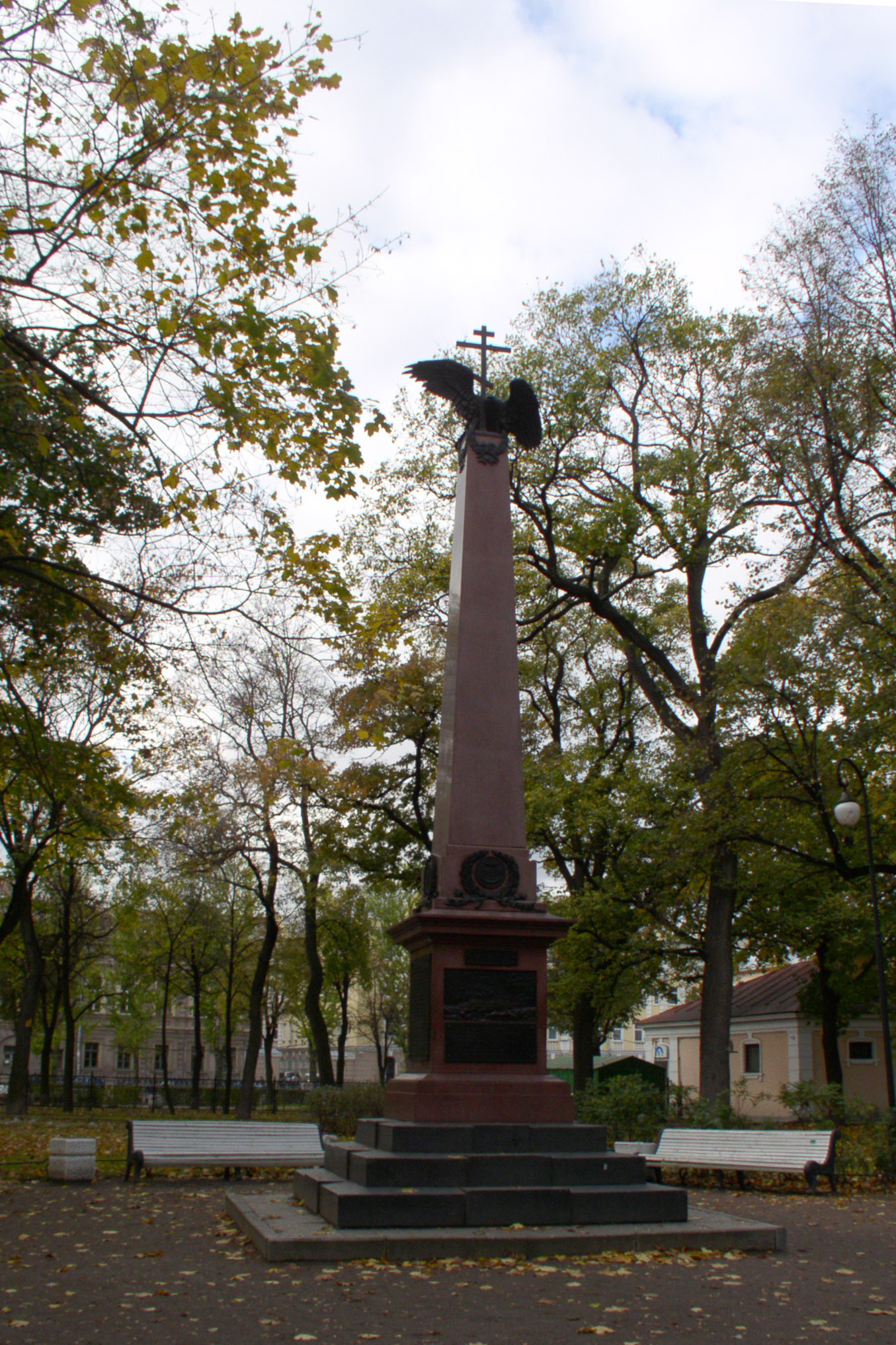
Obélisque de Tsushima à Saint-Petersbourg

- et 827 marins

## Obélisque de Tsushima
En 1908, dans le jardin Nikolskoye à la cathédrale navale de Saint-Nicolas à Saint-Pétersbourg fut érigé l'obélisque de Tsushima, mémorial de guerre élevé en mémoire des héros de guerre de l’Empereur Alexandre III. Cet obélisque de granit rouge d'une hauteur de 8,5 mètres fut dédié aux marins disparus lors de la bataille de Tsushima. Cette œuvre fut réalisée par le sculpteur Artemi Ober et l'architecte Iakov Filoteem. Le bas-relief représente un navire[réf. nécessaire].

## Sources
- (ru) Cet article est partiellement ou en totalité issu de l’article de Wikipédia en russe intitulé « Император Александр III (броненосец) » (voir la liste des auteurs).